# Union d'Arras
Pour les articles homonymes, voir Traité d'Arras.

L'union Arras (en jaune) et d'Utrecht (en bleu).

L’union d'Arras (en néerlandais : Unie van Atrecht) est un accord conclu le 6 janvier 1579 entre les députés du comté d'Artois, du comté de Hainaut et de la ville de Douai, au cours de l'insurrection menée depuis 1568 contre Philippe II, roi d'Espagne et souverain des Pays-Bas, sous la direction du prince Guillaume d'Orange (« le Taciturne »). 
Par cet accord, les signataires mettent fin à leur adhésion à la pacification de Gand (1576), affirment leur loyauté envers Philippe II et envers son représentant, le gouverneur général Alexandre Farnèse, et renoncent à tout lien avec l'insurrection. L'union d'Arras est suivie le 26 janvier par la formation de l'union d'Utrecht des opposants à Philippe II. Elle est complétée le 17 mai par le traité d'Arras qui formalise la réconciliation des signataires avec le roi d'Espagne.
Base de la reconquête par Alexandre Farnèse de la Flandre et du Brabant jusqu'à Anvers (1582-1585), l'union d'Arras est la première étape de la partition des Pays-Bas des Habsbourg entre les Pays-Bas espagnols et la république des Provinces-Unies.

## Contexte

### Les Pays-Bas de Charles Quint à Philippe II
Les dix-sept provinces des Pays-Bas sont un des héritages de Charles Quint, venu du duc de Bourgogne Charles le Téméraire. Aussi chef de la maison de Habsbourg et roi d'Espagne, Charles est élu empereur en 1519. 
En 1549, il redéfinit le statut des Pays-Bas par une Pragmatique Sanction, qui en fait une entité séparée du Saint Empire, devant revenir à son fils Philippe, futur roi d'Espagne. En 1555, date de l'abdication de Charles Quint, Philippe II reçoit la couronne d'Espagne et les dix-sept provinces (ainsi que la Franche-Comté).
Philippe II est représenté dans chaque province (non pas en tant que roi d'Espagne, mais en tant que comte de Flandre dans le comté de Flandre, duc de Brabant dans le duché de Brabant, etc.) par un gouverneur (stathouder) et au niveau de l'ensemble par un gouverneur général, qui est alors sa demi-sœur Marguerite de Parme, assistée par le Conseil d'État. Chaque province a une représentation (les états provinciaux), mais il existe aussi des états généraux des Pays-Bas. 

### L'insurrection des Pays-Bas jusqu'au sac d'Anvers (1566-4 novembre 1576)
Les tensions, politiques (rôle de la noblesse locale) et religieuses (problème du protestantisme), entre les élites néerlandaises et Philippe II aboutissent en 1566 à une crise, avec la « révolte des Gueux », puis la furie iconoclaste, dont l'événement principal est le siège de Valenciennes. 
Au printemps 1567, le calme semble rétabli, mais Philippe II décide d'envoyer des troupes espagnoles commandées par Ferdinand Alvare de Tolède, duc d'Albe. Celui-ci, arrivé en août 1567, lance une politique de répression générale et remplace rapidement Marguerite de Parme, démissionnaire. 
En 1568, le prince Guillaume d'Orange, membre du Conseil d'Etat et stathouder de Hollande et de Zélande, parti en exil en 1567, lance une offensive contre le duc d'Albe. 
Cette offensive de 1568 échoue, mais la guerre reprend en 1572 (prise de La Brielle) et cette fois, l'insurrection s'établit solidement dans les provinces du nord. Guilleume d'Orange installe son quartier général à Delft, en Hollande. 
Le duc d'Albe est remplacé en 1573. Mort en mars 1576, son successeur, Luis de Requesens, n'est pas remplacé immédiatement, de sorte que le gouvernement est exercé d'abord par le Conseil d'État, puis par les États généraux. C'est dans ces conditions que survient l'événement du sac d'Anvers par les troupes espagnoles (non soldées et sans commandement), du 4 au 7 novembre 1576.

### De la pacification de Gand à la bataille de Gembloux (8 novembre 1576-31 janvier 1578)
Cet événement tragique suscite une réaction massive des autorités néerlandaises : la signature par l'ensemble des provinces de la pacification de Gand, accord visant à surmonter les différends entre catholiques et protestants, entre loyaliste et insurgés, afin de rétablir la sécurité en demandant le retrait des troupes envoyées par le roi d'Espagne depuis ses diverses possessions. 
Le nouveau gouverneur général, Juan d'Autriche, demi-frère (né en 1547) de Philippe II et de Marguerite de Parme, arrive à ce moment à Luxembourg (4 novembre). Mais ce n'est qu'en février 1577 que les États généraux l'autorisent à entrer à Bruxelles. 
Très vite, Juan d'Autriche décide de quitter la capitale pour se réfugier à Namur, où en décembre, il reçoit des renforts sous le commandement d'Alexandre Farnèse (fils de Marguerite de Parme).
En janvier 1578, il remporte une victoire notable sur l'armée des États généraux, à Gembloux : c'est le premier succès des forces gouvernementales depuis de longues années.

### L'année 1578
Tout en poursuivant la guerre, il va ensuite s'efforcer d'attiser les tensions entre Néerlandais, notamment entre catholiques et protestants. Il profite de la présence dans le camp des insurgés d'une aile calviniste radicale, qui dans les villes qu'elle contrôle (Anvers, de 1577 à 1585), met en place une politique anticatholique (interdiction du culte catholique, etc.) qui ne correspond pas à ce que souhaitent les dirigeants de l'insurrection, alors en négociations avec des princes catholiques, l'archiduc Matthias de Habsbourg ou le duc François d'Anjou, frère du roi de France Henri III.
Juan d'Autriche meurt le 1er octobre 1578 et est immédiatement remplacé par Alexandre Farnèse.
La conclusion de l'union d'Arras par les provinces les plus méridionales des Pays-Bas est un premier succès pour Alexandre.

## L'union d'Arras
Par cet accord, les signataires constituent une ligue afin de défendre la foi catholique et la loyauté au roi d'Espagne. 

## Suites
Quelques semaines plus tard, l'union d'Utrecht est établie par d'autres provinces et villes, majoritairement situés au nord, d'obédience calviniste. Désormais, les Pays-Bas sont scindés en deux groupes hostiles.
Le 17 mai, les membres de l'union d'Arras signent le traité d'Arras, par lequel ils se réconcilient officiellement avec Philippe II.